# Старое Теличино
Старое Теличино — деревня в Старицком районе Тверской области. Входит в состав сельского поселения «станция Старица».

## География
Находится в южной части Тверской области на расстоянии приблизительно 9 км на юг-юго-запад от районного центра города Старица.

## История
Деревня была отмечена ещё на карте Менде (состояние местности на 1848 год). В 1859 году здесь (деревня Старицкого уезда) было учтено 8 дворов, в 1941 — 29. До 2012 года входила в состав Корениченского сельского поселения.

## Население
Численность населения: 133 человека (1859 год), 10 (русские 100 %) в 2002 году, 7 в 2010.